# Rally di Croazia 2023
Il Rally di Croazia 2023, ufficialmente denominato Croatia Rally 2023, è stata la quarta prova del campionato del mondo rally 2023 nonché la quarantasettesima edizione del Rally di Croazia e la terza con valenza mondiale. 

## Riepilogo
La manifestazione si è svolta dal 21 al 23 aprile sugli asfalti situati nei territori lungo tutto il confine con la Slovenia, con le prove speciali disputatesi nella Regione di Karlovac, in quella di Zagabria e in quella litoraneo-montana nei primi due giorni di gara, e nella regione di Krapina e dello Zagorje per la giornata finale; nella capitale Zagabria, base designata per il rally, ebbe inoltre sede il parco assistenza per i concorrenti.
L'evento è stato vinto dal britannico Elfyn Evans, navigato dal connazionale Scott Martin, al volante di una Toyota GR Yaris Rally1 della squadra Toyota Gazoo Racing WRT, seguiti dalla coppia estone formata da Ott Tänak e Martin Järveoja, secondi classificati su Ford Puma Rally1 del team M-Sport Ford WRT, e da quella finlandese composta da Esapekka Lappi e Janne Ferm, giunti terzi a bordo di una Hyundai i20 N Rally1 della scuderia Hyundai Shell Mobis WRT. Evans e Martin conquistarono così il primo successo stagionale, il sesto in carriera per il pilota e il quinto per il copilota, spezzando il digiuno di vittorie che durava dal rally di Finlandia 2021 e permettendo loro di attestarsi al secondo posto in classifica generale a pari punti con i compagni di squadra Sébastien Ogier e Vincent Landais, i quali figurano in testa avendo conquistato due vittorie; Tänak e Järveoja tornarono invece sul podio dopo il successo ottenuto a febbraio in Svezia, mentre per Lappi e Ferm si trattò della prima stagionale tra i primi tre.
I francesi Yohan Rossel e Arnaud Dunand, su Citroën C3 Rally2 della squadra PH Sport, hanno invece conquistato il successo nel campionato WRC-2 guidando la corsa dalla prima all'ultima prova speciale e ottenendo così il loro secondo trionfo stagionale dopo quello conquistato al rally di Monte Carlo. Nella serie WRC-3 si sono invece imposti gli irlandesi Eamonn Kelly e Conor Mohan su Ford Fiesta Rally3 della scuderia Motorsport Ireland Rally Academy, al primo successo in carriera nella categoria, i quali si sono aggiudicati anche la seconda prova del campionato Junior WRC.

## Dati della prova
| Denominazione ufficiale             | Croatia Rally                                                |
| Edizione N°                         | 47                                                           |
| Tappa N°                            | 4 di 13                                                      |
| Data manifestazione                 | da venerdì 21/04/2023 a domenica 23/04/2023                  |
| Sede ospitante                      | Zagabria (Croazia)                                           |
| Sede parco assistenza               | Zagreb Fair, Zagabria                                        |
| Superficie                          | Asfalto                                                      |
| Direttore di gara                   | Slaven Dedić                                                 |
| Iscritti                            | 55                                                           |
| Partiti                             | 54                                                           |
| Arrivati                            | 48 (88,9% dei partiti)                                       |
| Prove speciali                      | 20                                                           |
| Prova più breve                     | 8,78 km (PS10 e PS14: Vinski Vrh - Duga Resa)                |
| Prova più lunga                     | 25,67 km (PS2 e PS6: Stojdraga - Hartje)                     |
| Prova più lenta                     | velocità media di 95,1 km/h (PS5: Mali Lipovec - Grdanjci 2) |
| Prova più veloce                    | velocità media di 121,5 km/h (PS7: Krašić - Vrškovac 2)      |
| Lunghezza prove speciali            | 301,26 km (18,23% della distanza totale)                     |
| Lunghezza complessiva trasferimenti | 1351,30 km                                                   |
| Distanza totale                     | 1652,56 km                                                   |
| Media oraria del vincitore          | velocità media di 105,8 km/h (301,26 km in 2h50'54"3)        |

## Itinerario
| Frazione            | Prova  | Ora    | Nome                                                | Lunghezza | Totale    |
| ------------------- | ------ | ------ | --------------------------------------------------- | --------- | --------- |
| Frazione 1 (21 apr) | PS1    | 08:03  | Mali Lipovec - Grdanjci 1                           | 19,20 km  | 130,18 km |
| Frazione 1 (21 apr) | PS2    | 08:56  | Stojdraga - Hartje 1                                | 25,67 km  | 130,18 km |
| Frazione 1 (21 apr) | PS3    | 09:59  | Krašić - Vrškovac 1                                 | 11,11 km  | 130,18 km |
| Frazione 1 (21 apr) | PS4    | 11:12  | Pećurkovo Brdo - Mrežnički Novaki 1                 | 9,11 km   | 130,18 km |
| Frazione 1 (21 apr) |        | 13:02  | Assistenza – Zagreb Fair, Zagabria (40 min)         | –         | 130,18 km |
| Frazione 1 (21 apr) | PS5    | 14:45  | Mali Lipovec - Grdanjci 2                           | 19,20 km  | 130,18 km |
| Frazione 1 (21 apr) | PS6    | 15:38  | Stojdraga - Hartje 2                                | 25,67 km  | 130,18 km |
| Frazione 1 (21 apr) | PS7    | 16:41  | Krašić - Vrškovac 2                                 | 11,11 km  | 130,18 km |
| Frazione 1 (21 apr) | PS8    | 17:54  | Pećurkovo Brdo - Mrežnički Novaki 2                 | 9,11 km   | 130,18 km |
| Frazione 1 (21 apr) |        | 19:24  | Assistenza (flexi) – Zagreb Fair, Zagabria (45 min) | –         | 130,18 km |
|                     |        |        |                                                     |           |           |
| Frazione 2 (22 apr) |        | 06:31  | Assistenza – Zagreb Fair, Zagabria (15 min)         | –         | 116,60 km |
| Frazione 2 (22 apr) | PS9    | 07:54  | Kostanjevac - Petruš Vrh 1                          | 23,76 km  | 116,60 km |
| Frazione 2 (22 apr) | PS10   | 09:05  | Vinski Vrh - Duga Resa 1                            | 8,78 km   | 116,60 km |
| Frazione 2 (22 apr) | PS11   | 10:23  | Ravna Gora - Skrad 1                                | 10,13 km  | 116,60 km |
| Frazione 2 (22 apr) | PS12   | 11:26  | Platak 1                                            | 15,63 km  | 116,60 km |
| Frazione 2 (22 apr) |        | 13:02  | Assistenza – Zagreb Fair, Zagabria (40 min)         | –         | 116,60 km |
| Frazione 2 (22 apr) | PS13   | 15:54  | Kostanjevac - Petruš Vrh 2                          | 23,76 km  | 116,60 km |
| Frazione 2 (22 apr) | PS14   | 17:05  | Vinski Vrh - Duga Resa 2                            | 8,78 km   | 116,60 km |
| Frazione 2 (22 apr) | PS15   | 18:23  | Ravna Gora - Skrad 2                                | 10,13 km  | 116,60 km |
| Frazione 2 (22 apr) | PS16   | 19:26  | Platak 2                                            | 15,63 km  | 116,60 km |
| Frazione 2 (22 apr) |        | 21:46  | Assistenza (flexi) – Zagreb Fair, Zagabria (45 min) | –         | 116,60 km |
|                     |        |        |                                                     |           |           |
| Frazione 3 (23 apr) |        | 05:30  | Assistenza – Zagreb Fair, Zagabria (15 min)         | –         | 54,48 km  |
| Frazione 3 (23 apr) | PS17   | 07:08  | Trakošćan - Vrbno 1                                 | 13,15 km  | 54,48 km  |
| Frazione 3 (23 apr) | PS18   | 08:38  | Zagorska Sela - Kumrovec 1                          | 14,09 km  | 54,48 km  |
| Frazione 3 (23 apr) | PS19   | 10:26  | Trakošćan - Vrbno 2                                 | 13,15 km  | 54,48 km  |
| Frazione 3 (23 apr) | PS20   | 13:15  | Zagorska Sela - Kumrovec 2 (power stage)            | 14,09 km  | 54,48 km  |
| Totale              | Totale | Totale | Totale                                              | Totale    | 301,26 km |

## Risultati

### Classifica
| Pos.       | Nº       | Pilota              | Co-pilota              | Auto                   | Squadra                          | Classe/Validità | Tempo     | Distacco   | Punti    |
| Generale   | Generale | Generale            | Generale               | Generale               | Generale                         | Generale        | Generale  | Generale   | Generale |
| ---------- | -------- | ------------------- | ---------------------- | ---------------------- | -------------------------------- | --------------- | --------- | ---------- | -------- |
| 1.         | 33       | Elfyn Evans         | Scott Martin           | Toyota GR Yaris Rally1 | Toyota Gazoo Racing WRT          | WRC             | 2h50'54"3 | –          | 25       |
| 2.         | 8        | Ott Tänak           | Martin Järveoja        | Ford Puma Rally1       | M-Sport Ford WRT                 | WRC             | 2h51'21"3 | +27"0      | 18       |
| 3.         | 4        | Esapekka Lappi      | Janne Ferm             | Hyundai i20 N Rally1   | Hyundai Shell Mobis WRT          | WRC             | 2h51'52"9 | +58"6      | 16       |
| 4.         | 69       | Kalle Rovanperä     | Jonne Halttunen        | Toyota GR Yaris Rally1 | Toyota Gazoo Racing WRT          | WRC             | 2h52'12"6 | +1'18"3    | 16       |
| 5.         | 17       | Sébastien Ogier     | Vincent Landais        | Toyota GR Yaris Rally1 | Toyota Gazoo Racing WRT          | WRC             | 2h52'22"3 | +1'28"0    | 13       |
| 6.         | 18       | Takamoto Katsuta    | Aaron Johnston         | Toyota GR Yaris Rally1 | Toyota Gazoo Racing WRT          | WRC             | 2h53'16"8 | +2'22"5    | 10       |
| 7.         | 7        | Pierre-Louis Loubet | Nicolas Gilsoul        | Ford Puma Rally1       | M-Sport Ford WRT                 | WRC             | 2h55'16"9 | +4'22"6    | 6        |
| 8.         | 21       | Yohan Rossel        | Arnaud Dunand          | Citroën C3 Rally2      | PH Sport                         | WRC-2           | 2h58'45"6 | +7'51"3    | 4        |
| 9.         | 24       | Nikolaj Grjazin     | Konstantin Aleksandrov | Škoda Fabia RS Rally2  | Toksport WRT 2                   | WRC-2           | 2h59'01"7 | +8'07"4    | 2        |
| 10.        | 20       | Oliver Solberg      | Elliott Edmondson      | Škoda Fabia RS Rally2  | -                                | RC2             | 3h00'11"0 | +9'16"7    | 1        |
| ...        | ...      | ...                 | ...                    | ...                    | ...                              | ...             | ...       | ...        | ...      |
| 33.        | 11       | Thierry Neuville    | Martijn Wydaeghe       | Hyundai i20 N Rally1   | Hyundai Shell Mobis WRT          | WRC             | 3h49'54"2 | +58'59"9   | 5        |
| WRC-2      |          |                     |                        |                        |                                  |                 |           |            |          |
| 1. (8.)    | 21       | Yohan Rossel        | Arnaud Dunand          | Citroën C3 Rally2      | PH Sport                         | WRC-2           | 2h58'45"6 | –          | 25       |
| 2. (9.)    | 24       | Nikolaj Grjazin     | Konstantin Aleksandrov | Škoda Fabia RS Rally2  | Toksport WRT 2                   | WRC-2           | 2h59'01"7 | +16"1      | 18       |
| 3. (11.)   | 22       | Emil Lindholm       | Reeta Hämäläinen       | Škoda Fabia RS Rally2  | Toksport WRT                     | WRC-2           | 3h00'13"1 | +1'27"5    | 16       |
| 4. (12.)   | 25       | Adrien Fourmaux     | Alexandre Coria        | Ford Fiesta Rally2     | M-Sport Ford WRT                 | WRC-2           | 3h01'04"1 | +2'18"5    | 16       |
| 5. (13.)   | 26       | Sami Pajari         | Enni Mälkönen          | Škoda Fabia RS Rally2  | Toksport WRT                     | WRC-2           | 3h01'12"2 | +2'26"6    | 10       |
| 6. (14.)   | 23       | Gus Greensmith      | Jonas Andersson        | Škoda Fabia RS Rally2  | Toksport WRT 2                   | WRC-2           | 3h03'58"0 | +5'12"4    | 11       |
| 7. (15.)   | 32       | Armin Kremer        | Ella Kremer            | Škoda Fabia RS Rally2  | -                                | WRC-2           | 3h10'09"8 | +11'24"2   | 6        |
| 8. (16.)   | 37       | Norbert Herczig     | Ramón Ferencz          | Škoda Fabia Rally2 Evo | -                                | WRC-2           | 3h12'05"1 | +13'19"5   | 4        |
| 9. (18.)   | 35       | Johannes Keferböck  | Ilka Minor             | Škoda Fabia RS Rally2  | -                                | WRC-2           | 3h15'41"5 | +16'55"9   | 2        |
| 10. (19.)  | 38       | Patrick O'Brien     | Stephen O'Brien        | Hyundai i20 N Rally2   | Motorsport Ireland Rally Academy | WRC-2           | 3h16'01"4 | +17'15"8   | 1        |
| WRC-3      |          |                     |                        |                        |                                  |                 |           |            |          |
| 1. (20.)   | 50       | Eamonn Kelly        | Conor Mohan            | Ford Fiesta Rally3     | Motorsport Ireland Rally Academy | WRC-3           | 3h20'15"7 | –          | 25       |
| 2. (21.)   | 48       | Tom Rensonnet       | Loïc Dumont            | Ford Fiesta Rally3     | RACB National Team               | WRC-3           | 3h20'46"5 | +30"8      | 18       |
| 3. (35.)   | 47       | Roberto Blach       | Mauro Barreiro         | Ford Fiesta Rally3     | -                                | WRC-3           | 3h57'11"9 | +36'56"2   | 15       |
| 4. (41.)   | 49       | Hamza Anwar         | Martin Brady           | Ford Fiesta Rally3     | -                                | WRC-3           | 4h16'10"8 | +55'55"1   | 12       |
| 5. (45.)   | 41       | William Creighton   | Liam Regan             | Ford Fiesta Rally3     | Motorsport Ireland Rally Academy | WRC-3           | 4h32'17"4 | +1h12'01"7 | 10       |
| 6. (46.)   | 51       | Filip Kohn          | Tomáš Střeska          | Ford Fiesta Rally3     | -                                | WRC-3           | 4h44'33"1 | +1h24'17"4 | 8        |
| Junior WRC |          |                     |                        |                        |                                  |                 |           |            |          |
| 1. (20.)   | 50       | Eamonn Kelly        | Conor Mohan            | Ford Fiesta Rally3     | Motorsport Ireland Rally Academy | JWRC            | 3h20'15"7 | –          | 25       |
| 2. (21.)   | 48       | Tom Rensonnet       | Loïc Dumont            | Ford Fiesta Rally3     | RACB National Team               | JWRC            | 3h20'46"5 | +30"8      | 20       |
| 3. (35.)   | 47       | Roberto Blach       | Mauro Barreiro         | Ford Fiesta Rally3     | -                                | JWRC            | 3h57'11"9 | +36'56"2   | 18       |
| 4. (38.)   | 45       | Diego Dominguez Jr. | Rogelio Peñate         | Ford Fiesta Rally3     | -                                | JWRC            | 3h58'14"7 | +37'59"0   | 12       |
| 5. (41.)   | 49       | Hamza Anwar         | Martin Brady           | Ford Fiesta Rally3     | -                                | JWRC            | 4h16'10"8 | +55'55"1   | 10       |
| 6. (42.)   | 46       | Raúl Hernández      | Rodrigo Sanjuan        | Ford Fiesta Rally3     | -                                | JWRC            | 4h19'17"5 | +59'01"8   | 8        |
| 7. (45.)   | 41       | William Creighton   | Liam Regan             | Ford Fiesta Rally3     | Motorsport Ireland Rally Academy | JWRC            | 4h32'17"4 | +1h12'01"7 | 16       |
| Rit.       | 44       | Laurent Pellier     | Marine Pelamourgues    | Ford Fiesta Rally3     | -                                | JWRC            | -         | -          | 5        |

Legenda

Pos. = posizione; Nº = numero di gara; Rit. = ritirato.
| Icona | Note                                                                                     |
| ----- | ---------------------------------------------------------------------------------------- |
| WRC   | Equipaggio di classe Rally1 che può conquistare punti per il campionato costruttori.     |
| WRC   | Equipaggio di classe Rally1 che non può conquistare punti per il campionato costruttori. |
| WRC-2 | Equipaggio di classe RC2 registrato al campionato WRC-2.                                 |
| WRC-3 | Equipaggio di classe RC3 registrato al campionato WRC-3.                                 |
| JWRC  | Equipaggio di classe RC3 registrato al campionato Junior WRC.                            |
|       | Ulteriori classificazioni                                                                |

### Prove speciali
| Frazione            | Prova | Ora   | Nome                                     | Lunghezza | Vincitori                         | Tempo   | Velocità media | Leader del rally                  |  |
| ------------------- | ----- | ----- | ---------------------------------------- | --------- | --------------------------------- | ------- | -------------- | --------------------------------- |  |
| Frazione 1 (21 apr) | PS1   | 08:03 | Mali Lipovec - Grdanjci 1                | 19,20 km  | Sébastien Ogier Vincent Landais   | 11'57"7 | 96,3 km/h      | Sébastien Ogier Vincent Landais   |  |
| Frazione 1 (21 apr) | PS2   | 08:56 | Stojdraga - Hartje 1                     | 25,67 km  | Thierry Neuville Martijn Wydaeghe | 15'18"1 | 100,7 km/h     | Thierry Neuville Martijn Wydaeghe |  |
| Frazione 1 (21 apr) | PS3   | 09:59 | Krašić - Vrškovac 1                      | 11,11 km  | Sébastien Ogier Vincent Landais   | 5'30"8  | 120,9 km/h     | Thierry Neuville Martijn Wydaeghe |  |
| Frazione 1 (21 apr) | PS4   | 11:12 | Pećurkovo Brdo - Mrežnički Novaki 1      | 9,11 km   | Thierry Neuville Martijn Wydaeghe | 4'48"2  | 113,8 km/h     | Thierry Neuville Martijn Wydaeghe |  |
| Frazione 1 (21 apr) | PS5   | 14:45 | Mali Lipovec - Grdanjci 2                | 19,20 km  | Sébastien Ogier Vincent Landais   | 12'06"8 | 95,1 km/h      | Thierry Neuville Martijn Wydaeghe |  |
| Frazione 1 (21 apr) | PS6   | 15:38 | Stojdraga - Hartje 2                     | 25,67 km  | Esapekka Lappi Janne Ferm         | 15'33"3 | 99,0 km/h      | Thierry Neuville Martijn Wydaeghe |  |
| Frazione 1 (21 apr) | PS7   | 16:41 | Krašić - Vrškovac 2                      | 11,11 km  | Ott Tänak Martin Järveoja         | 5'29"1  | 121,5 km/h     | Thierry Neuville Martijn Wydaeghe |  |
| Frazione 1 (21 apr) | PS8   | 17:54 | Pećurkovo Brdo - Mrežnički Novaki 2      | 9,11 km   | Elfyn Evans Scott Martin          | 4'56"3  | 110,7 km/h     | Thierry Neuville Martijn Wydaeghe |  |
|                     |       |       |                                          |           |                                   |         |                |                                   |  |
| Frazione 2 (22 apr) | PS9   | 07:54 | Kostanjevac - Petruš Vrh 1               | 23,76 km  | Kalle Rovanperä Jonne Halttunen   | 12'43"6 | 112,0 km/h     | Thierry Neuville Martijn Wydaeghe |  |
| Frazione 2 (22 apr) | PS10  | 09:05 | Vinski Vrh - Duga Resa 1                 | 8,78 km   | Kalle Rovanperä Jonne Halttunen   | 4'30"3  | 116,9 km/h     | Thierry Neuville Martijn Wydaeghe |  |
| Frazione 2 (22 apr) | PS11  | 10:23 | Ravna Gora - Skrad 1                     | 10,13 km  | Kalle Rovanperä Jonne Halttunen   | 5'47"9  | 104,8 km/h     | Elfyn Evans Scott Martin          |  |
| Frazione 2 (22 apr) | PS12  | 11:26 | Platak 1                                 | 15,63 km  | Sébastien Ogier Vincent Landais   | 8'22"9  | 111,9 km/h     | Elfyn Evans Scott Martin          |  |
| Frazione 2 (22 apr) | PS13  | 15:54 | Kostanjevac - Petruš Vrh 2               | 23,76 km  | Sébastien Ogier Vincent Landais   | 12'55"0 | 110,4 km/h     | Elfyn Evans Scott Martin          |  |
| Frazione 2 (22 apr) | PS14  | 17:05 | Vinski Vrh - Duga Resa 2                 | 8,78 km   | Ott Tänak Martin Järveoja         | 4'32"2  | 116,1 km/h     | Elfyn Evans Scott Martin          |  |
| Frazione 2 (22 apr) | PS15  | 18:23 | Ravna Gora - Skrad 2                     | 10,13 km  | Kalle Rovanperä Jonne Halttunen   | 5'50"6  | 104,0 km/h     | Elfyn Evans Scott Martin          |  |
| Frazione 2 (22 apr) | PS16  | 19:26 | Platak 2                                 | 15,63 km  | Sébastien Ogier Vincent Landais   | 8'28"0  | 110,8 km/h     | Elfyn Evans Scott Martin          |  |
|                     |       |       |                                          |           |                                   |         |                |                                   |  |
| Frazione 3 (23 apr) | PS17  | 07:08 | Trakošćan - Vrbno 1                      | 13,15 km  | Kalle Rovanperä Jonne Halttunen   | 6'56"5  | 113,7 km/h     | Elfyn Evans Scott Martin          |  |
| Frazione 3 (23 apr) | PS18  | 08:35 | Zagorska Sela - Kumrovec 1               | 14,09 km  | Thierry Neuville Martijn Wydaeghe | 8'08"2  | 103,9 km/h     | Elfyn Evans Scott Martin          |  |
| Frazione 3 (23 apr) | PS19  | 10:23 | Trakošćan - Vrbno 2                      | 13,15 km  | Kalle Rovanperä Jonne Halttunen   | 7'02"5  | 112,0 km/h     | Elfyn Evans Scott Martin          |  |
| Frazione 3 (23 apr) | PS20  | 13:15 | Zagorska Sela - Kumrovec 2 (power stage) | 14,09 km  | Thierry Neuville Martijn Wydaeghe | 8'06"4  | 104,3 km/h     | Elfyn Evans Scott Martin          |  |

### Power stage
PS20: Zagorska Sela - Kumrovec 2 di 14,09 km, disputatasi domenica 23 aprile 2023 alle ore 13:15 (UTC+2).
| Pos. | Nº | Pilota           | Copilota         | Auto                   | Squadra                 | Classe | Tempo    | Distacco | PP | PC |
| ---- | -- | ---------------- | ---------------- | ---------------------- | ----------------------- | ------ | -------- | -------- | -- | -- |
| 1    | 11 | Thierry Neuville | Martijn Wydaeghe | Hyundai i20 N Rally1   | Hyundai Shell Mobis WRT | Rally1 | 8'06"472 | –        | 5  | 5  |
| 2    | 69 | Kalle Rovanperä  | Jonne Halttunen  | Toyota GR Yaris Rally1 | Toyota Gazoo Racing WRT | Rally1 | 8'07"455 | +0"983   | 4  | 4  |
| 3    | 17 | Sébastien Ogier  | Vincent Landais  | Toyota GR Yaris Rally1 | Toyota Gazoo Racing WRT | Rally1 | 8'10"801 | +4"329   | 3  | 3  |
| 4    | 18 | Takamoto Katsuta | Aaron Johnston   | Toyota GR Yaris Rally1 | Toyota Gazoo Racing WRT | Rally1 | 8'13"768 | +7"296   | 2  | -  |
| 5    | 4  | Esapekka Lappi   | Janne Ferm       | Hyundai i20 N Rally1   | Hyundai Shell Mobis WRT | Rally1 | 8'15"023 | +8"551   | 1  | 1  |

Legenda: Pos.= Posizione; Nº = Numero di gara; PP = Punti campionato piloti/copiloti; PC = Punti campionato costruttori.

## Classifiche mondiali
Classifica piloti
| Pos. | Pos. | Pilota               | Punti |
| ---- | ---- | -------------------- | ----- |
| 1    |      | Sébastien Ogier      | 69    |
| 2    | 3    | Elfyn Evans          | 69    |
| 3    |      | Kalle Rovanperä      | 68    |
| 4    |      | Ott Tänak            | 65    |
| 5    | 3    | Thierry Neuville     | 58    |
| 6    | 2    | Esapekka Lappi       | 31    |
| 7    | 1    | Craig Breen          | 19    |
| 8    | 1    | Takamoto Katsuta     | 18    |
| 9    | 2    | Daniel Sordo         | 17    |
| 10   |      | Pierre-Louis Loubet  | 14    |
| 11   | 1    | Oliver Solberg       | 9     |
| 12   | 1    | Gus Greensmith       | 8     |
| 13   |      | Emil Lindholm        | 6     |
| 14   |      | Yohan Rossel         | 6     |
| 15   | 1    | Nikolaj Grjazin      | 3     |
| 16   | 1    | Ole Christian Veiby  | 2     |
| 17   |      | Sami Pajari          | 1     |
| 18   |      | Kajetan Kajetanowicz | 1     |

Classifica copiloti
| Pos. | Pos. | Pilota                 | Punti |
| ---- | ---- | ---------------------- | ----- |
| 1    |      | Vincent Landais        | 69    |
| 2    | 3    | Scott Martin           | 69    |
| 3    |      | Jonne Halttunen        | 68    |
| 4    |      | Martin Järveoja        | 65    |
| 5    | 3    | Martijn Wydaeghe       | 58    |
| 6    | 2    | Janne Ferm             | 31    |
| 7    | 1    | James Fulton           | 19    |
| 8    | 1    | Aaron Johnston         | 18    |
| 9    | 2    | Cándido Carrera        | 17    |
| 10   |      | Nicolas Gilsoul        | 14    |
| 11   | 1    | Elliott Edmondson      | 9     |
| 12   | 1    | Jonas Andersson        | 8     |
| 13   |      | Reeta Hämäläinen       | 6     |
| 14   |      | Arnaud Dunand          | 6     |
| 15   | 1    | Konstantin Aleksandrov | 3     |
| 16   | 1    | Torstein Eriksen       | 2     |
| 17   |      | Enni Mälkönen          | 1     |
| 18   |      | Maciej Szczepaniak     | 1     |

Classifica costruttori WRC
| Pos. | Pos. | Squadra                 | Punti |
| ---- | ---- | ----------------------- | ----- |
| 1    |      | Toyota Gazoo Racing WRT | 161   |
| 2    |      | Hyundai Shell Mobis WRT | 132   |
| 3    |      | M-Sport Ford WRT        | 108   |

Legenda: Pos.= Posizione;  N = In classifica per la prima volta.